# Garküche

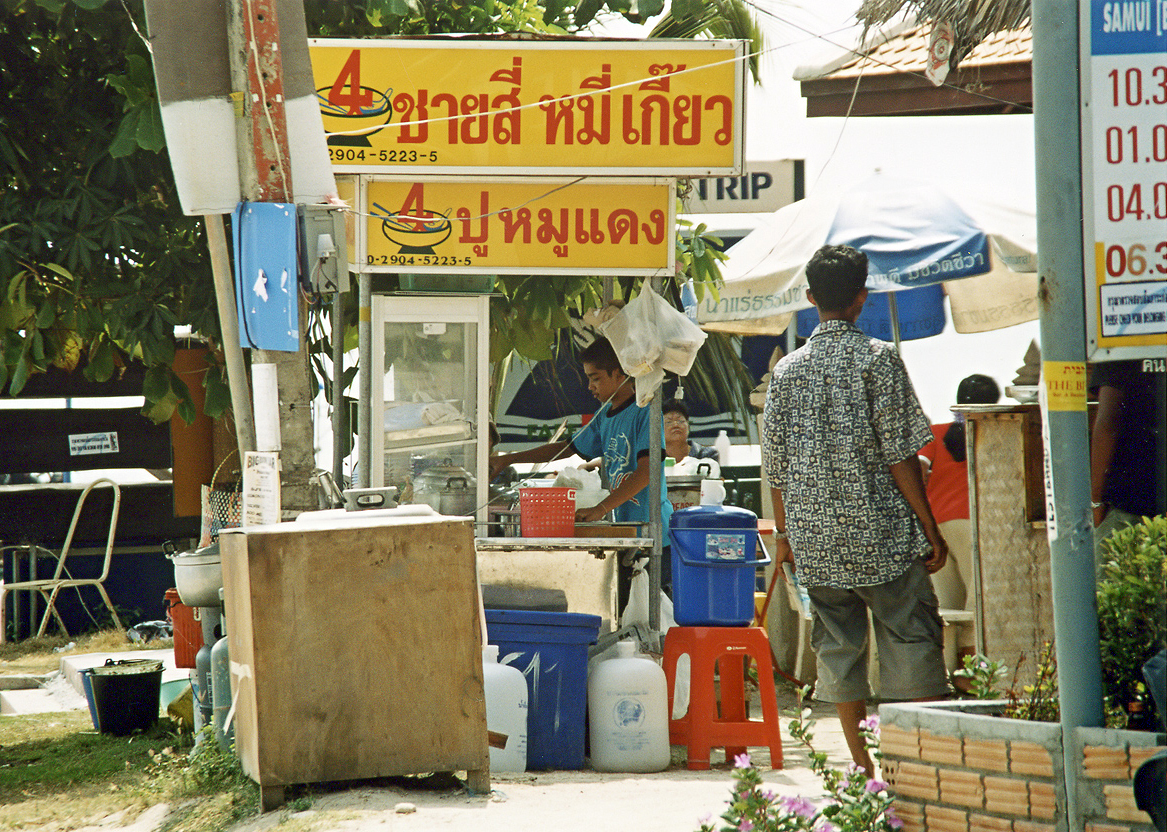
Garküche in Thailand

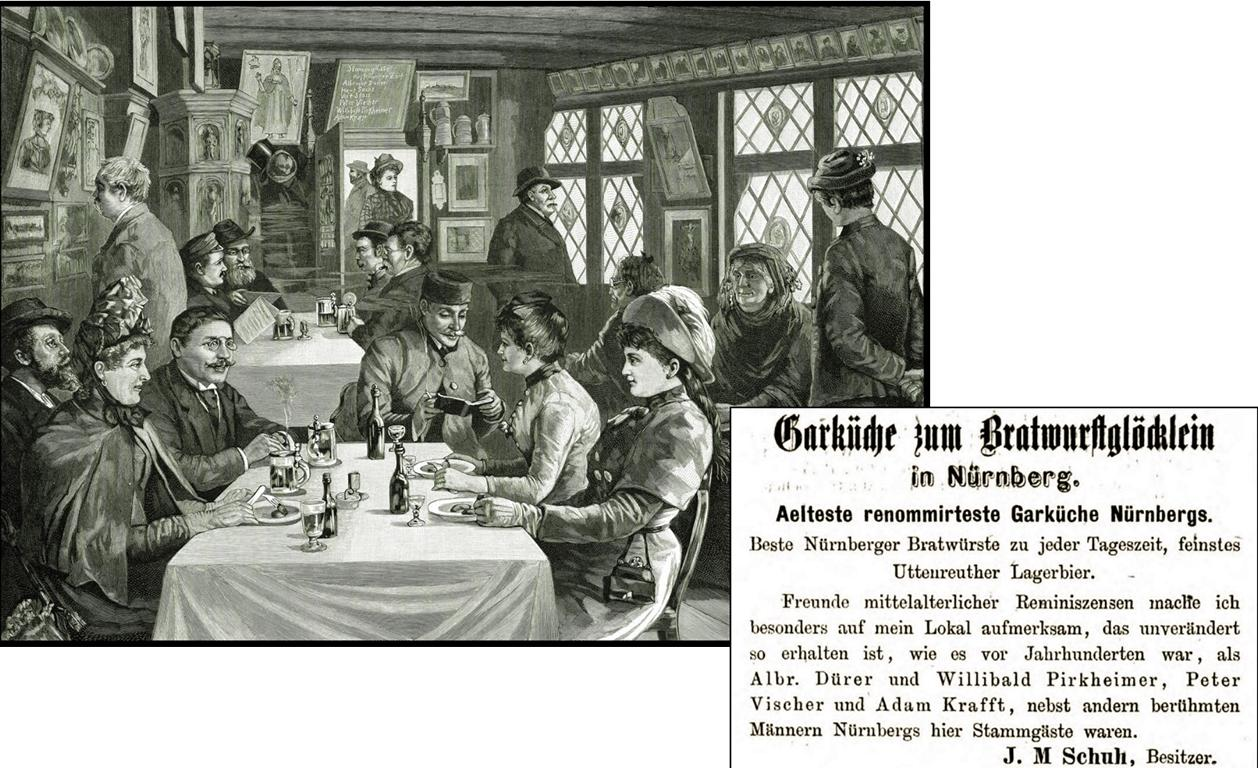
Werbeanzeige von 1886 für die Garküche namens Bratwurstglöcklein in Nürnberg

Garküche meint eine einfache Speisegaststätte, besonders in Asien, oder auch nur die Küche einer einfachen Speisegaststätte oder Kantine.

## Historische Definition
Die Deutsche Gewerbeordnung definierte Garküchen im 19. Jh. als "Speisewirthschaften ohne Ausschank". Dem Wortsinne nach könne unter Garküche nur die Zubereitung warmer Speisen verstanden werden, wie die "Umgeldsordnung" vom 4. März 1815 mit dem Ausdruck „Garküche“ diese Bedeutung verbunden hatte, und Schankwirtschaften hatten nur zur Jahrmarktszeit das Recht eine Garküche zu führen.

## Wortherkunft
Garküche von ahd. garo = bereit gemacht, gerüstet, fertig, ganz; also eine Küche, in der jederzeit fertige Speisen zum Verkaufe bereitstehen.

## Geschichte

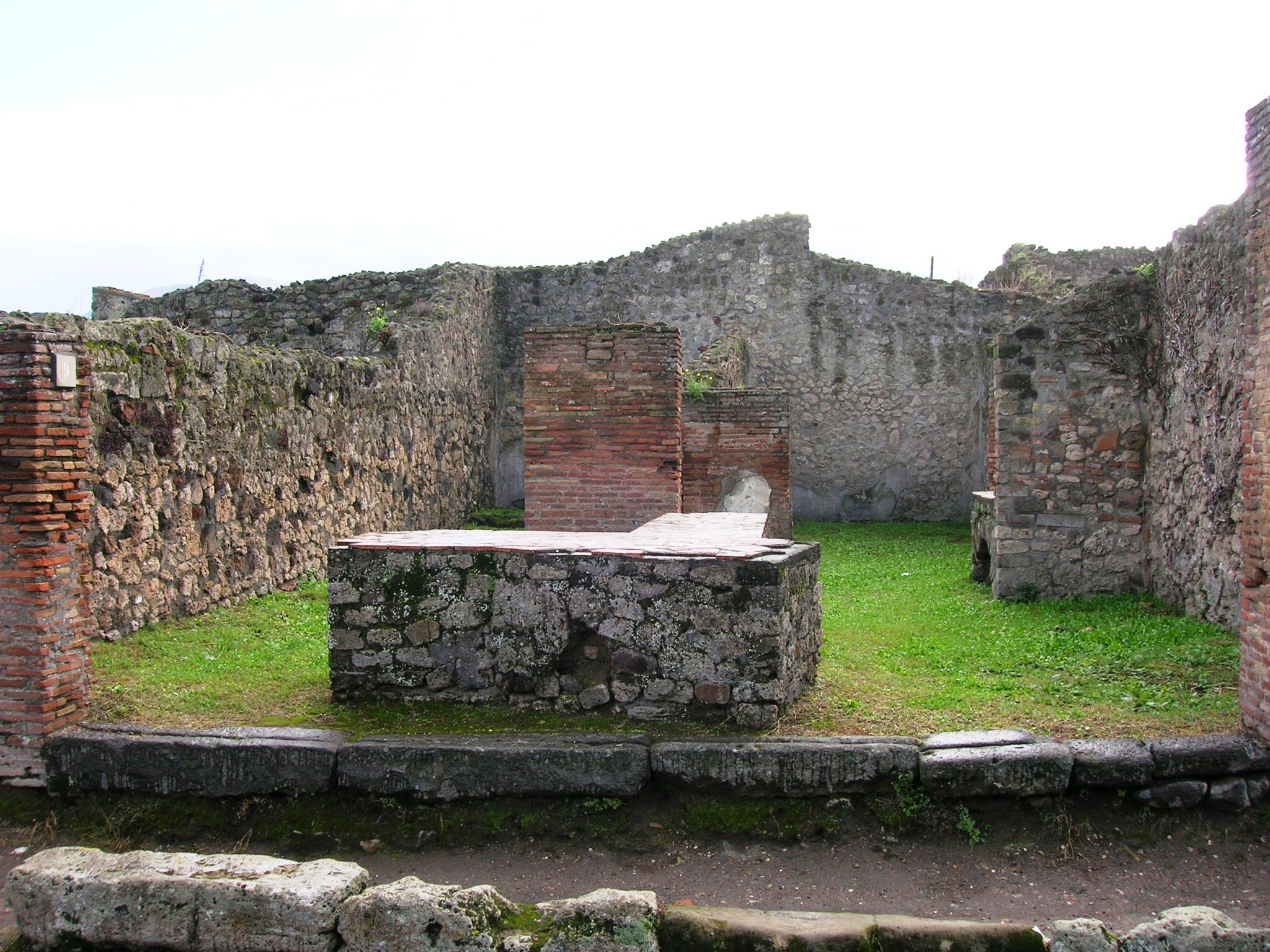
Popina, Garküche in Pompei

In der Antike bei den Römern hießen solche Garküchen popinae (Einzahl: Popina). Im Mittelalter wurden Garküchen von einem Garkoch geführt, der die Erlaubnis besaß, eine solche Küche zu betreiben und Speisen zu verkaufen. Er wird beschrieben als „Koch in einer Stadt, bei welchem man täglich gekochte oder gebratene Speisen bekommen kann; sein Local[, die] Garküche, [wird] meist nur von der niederen Klasse benutzt.“ In Wien wurden mobile Garküchen als „Bratelbratereien“ bezeichnet und von Fleischhauern betrieben, die dort heiße Würste und Fleisch verkauften. 
Heute werden kleine Straßenküchen in Asien und Afrika als Garküchen bezeichnet. Sie bieten teilweise auch Sitzgelegenheiten. Hier werden warm gehaltene und teils frisch zubereitete Speisen nach den Wünschen der Gäste serviert. Die Auswahl ist begrenzt. Es handelt sich meist um einfache Stände, die leicht auf- und abgebaut und transportiert werden können. Die Preise einer Garküche sind wesentlich niedriger als die in einem Restaurant.
Garküchen sind heute primär in Asien zu finden. Auf asiatischen Frischemärkten, wie dem berühmten Khlong Toey Markt in Bangkok, bieten einzelne Garküchen besondere Spezialitäten, wie z. B. kross gebratene rote Ameisen an. In Europa und in Nordamerika erfüllen Imbissbuden oder Schnellrestaurants einen ähnlichen Zweck, in den USA oft gruppiert um so genannte Gastronomiebereiche (Food-Courts).